# Технологія збагачення олов'яних руд
Технологія збагачення олов'яних руд

## Сировинна база
Руди олов'яних родовищ розрізняють розсипні і корінні.
Основний олов'яний мінерал — каситерит SnO2 (78,8 % Sn). В природному каситериті може міститься до 5 — 6 % заліза, до 9 % оксидів танталу і ніобію, десяті, соті і тисячні відсотка титану, марганцю, індію, свинцю, кремнію, алюмінію, магнію, бору, ванадію, хрому, нікелю, кобальту, міді, цинку, арсену, стибію, стронцію, калію, молібдену, бісмуту, кадмію, гафнію і навіть платини. Вміст і характер домішок в каситериті залежить від складу супутніх мінералів. Домішки змінюють фізико-хімічні властивості каситериту, параметри його кристалічної ґратки, адсорбційні і флотаційні властивості. Найбільш розповсюджений після каситериту мінерал — станін Cu2FeSnS4 , але використовується він мало, тому що вміст олова в ньому всього 27 — 29,5 %.
Корінні оловорудні родовища підрозділяють на пегматитові, кварцово-каситеритові, сульфідно-каситеритові і перехідні від кварцово-каситеритових до сульфідно-каситеритових.
- Пегматитові родовища мають дуже нерівномірне оруднення і гніздовий розподіл олова (розмір гнізд 3-4 мм). Вміст олова в гніздах дуже високий, але в рудному тілі не більше 0,1-0,3 %.
- Кварцово-каситеритові і сульфідно-каситеритові мають між собою багато спільного, відмінність полягає тільки у вмісті залізистих силікатів (хлориту і турмаліну) і сульфідів. Руди обох типів за розміром вкраплень каситериту належать до тонко- (0,001-0,1 мм) і дрібновкраплених (0,1-1 мм). В дрібновкраплених рудах зерна каситериту дрібніше 0,1 мм часто утворюють аґреґати крупністю до 1 мм.
- Олов'яні корінні руди характеризуються складним речовинним складом і тонким вкрапленням каситериту (до 0,001 мм), внаслідок чого вони важко збагачуються. Звичайно корінні олов'яні руди збагачуються за складними багатостадійними схемами з використанням не тільки різних гравітаційних апаратів, але й магнітних сепараторів, флотаційних машин.

Рис. 1 — Схема збагачення корінної тонковкрапленої олов'яної руди.

Рис. 2 — Технологічна схема збагачення олов'яних розсипів.

## Основні методи збагачення

### Історія
У середньовіччі олово збагачували промивкою, при цьому існувало декілька її способів. Так Георгом Агріколою у 1556 р. у фундаментальній праці «Про гірничу справу та металургію» (De Re Metallica) описано вісім способів промивки олововмісних руд.
Ось опис одного з цих способів: «…розсипний матеріал, особливо якщо він сам по собі вологий, промивають на ситі, дно якого складається з переплетеного залізного дроту. …Сито опускають в діжку з водою і трясуть. Дно цієї діжки має великий отвір для того, щоб така ж кількість води з просіяним матеріалом, яка в неї надходить, могла постійно з неї виливатися. Осад промивного жолоба хлопчик витягує тризубими залізними граблями або вигрібає дерев'яним гребком. При цьому вода забирає з собою значну частину піску і шламу, а олов'яні крупинки або частки інших металів осідають в жолобі; потім вони промиваються на похилому герді — шлемграбені.»

### Сучасність
- Гравітаційні схеми збагачення олов'яних корінних руд будуються таким чином, щоб розкриті в процесі подрібнення зерна каситериту виводилися відразу ж з процесу в кондиційні або грубі концентрати. В схемах максимально виключається циркуляція оборотних промпродуктів, які доцільно переробляти в окремих циклах.

При переробці корінних тонковкраплених олов'яних руд, що містять близько 1 % тонковкрапленого каситериту у вигляді зерен крупністю 0,03 мм, може бути використана схема наведена на рис. 1.
Після дроблення в конусній і валковій дробарках до крупності 6,5 мм руду розділяють на класи і збагачують на шлюзах. Грубі концентрати після видалення шламів крупністю менше 0,06 мм збагачують на концентраційних столах, де одержують концентрат з вмістом олова близько 20 % при вилученні його в концентрат 88 — 90 % .
- Розсипні родовища олова займають основне місце у олововидобувній промисловості і легко збагачуються. Важлива роль розсипів у видобутку олова пояснюється значно більш легким їх освоєнням в порівнянні з корінними родовищами. Простота розвідки і підготовки промислових запасів, легкість відпрацьовування олововмісних пісків, простота і дешевизна їх збагачення дають можливість рентабельно вилучати каситерит у високосортні концентрати з розсипів з низьким вмістом в них олова. Для розсипів вміст 0,015 — 0,02 % олова уже достатній для розвитку експлуатаційних робіт. Розсипи значно легше, ніж руди корінних родовищ, збагачуються гравітаційними процесами, крім того, вони не потребують дорогих процесів дроблення і подрібнення. Доводка чорнових концентратів здійснюється на центральних доводочних фабриках магнітним, електричним і іншими методами.

Олов'яні розсипні родовища відпрацьовуються, як правило, відкритим способом із застосуванням драг, гідравліки, екскаваторів, бульдозерів і скреперів, але дражний спосіб найбільше розповсюджений. Технологічна схема збагачення олововмісних розсипів з використанням, як основного процесу наведена на рис. 2.
Видобута розсипна руда дезінтеґрується в скрубері, після чого з неї видаляється у відвал клас + 5 мм, який представлений пустою породою. Клас 0-5 мм після знешламлювання надходить в операцію основної відсадки, де він розділяється на концентрат (важкий продукт) і відходи (легкий продукт). Відходи основної відсадки з метою зниження втрат олова переробляють в операції контрольної відсадки, де виділяють відвальні відходи. Після перечищення концентрату основної відсадки одержують чорновий олов'яний концентрат, який відправляють для подальшої переробки на центральну доводочну фабрику.

## Використання
Олово має виняткові властивості, які визначили його широке використання в різних галузях господарства, і в першу чергу в харчовій промисловості. Олово може утворювати сплави з усіма металами і металоїдами, що мають малу температуру плавлення, механічну міцність і електропровідність. Олово не утворює токсичних сполук з органічними кислотами і їх солями, що є однією з його важливих властивостей. Тому 35 — 50 % олова використовується для виробництва білої жесті, що застосовується при консервуванні харчових продуктів, 20 — 25 % — для виробництва припоїв, 10 –15 % — для виробництва бабітів, латуні, бронзи і ін. Олово застосовується в напівпровідниковій, машинобудівній, хімічній, лакофарбовій і інших галузях промисловості.